# 暗斑項鰭魚
暗斑項鰭魚（學名：Iniistius naevus）為輻鰭魚綱鱸形目隆頭魚亞目隆頭魚科的其中一種，分布於印度洋的安達曼群島海域，棲息深度10-25公尺，體長可達13.2公分，棲息在沙底質開放海域，受驚嚇時會躲於沙中，生活習性不明。

## 擴展閱讀
維基物種上的相關：暗斑項鰭魚